# Эпопея (серия)
«Эпопея» (англ. Epic) — одиннадцатая серия пятого сезона британского телесериала «Мстители» с Патриком Макни и Дайаной Ригг в главных ролях и Питером Уингардом и Дэвидом Лоджей в качестве приглашённых звёзд.

## Сюжет
Эмма Пил невольно попадает на заброшенную киностудию, где маниакальный режиссер пытается сделать из нее кинозвезду с целью возобновления своей карьеры. Стид спешит на помощь.

## В ролях
| Актёр             | Роль            |
| ----------------- | --------------- |
| Патрик Макни      | Джон Стид       |
| Дайана Ригг       | Эмма Пил        |
| Питер Уингард     | Стюарт Кирби    |
| Иза Миранда       | Дамита Син      |
| Кеннет Дж. Уоррен | З. З. фон Шнерк |
| Дэвид Лодж        | полицейский     |
| Энтони Доуз       | актёр           |

## Интересные факты
- Ореол с надписью "A Z.Z. von Schnerk production" вокруг головы Эммы — это пародия на заставку американской компании MGM, основанной в 1924 г. Финальная пытка Эммы — это аллюзия на рассказ Эдгара А. По "Колодец и маятник" (1842).
- Питер Уингард, в добавление к сыгранным персонажам в эпизоде, также намеревался появиться в образах Синей Бороды и Сирано де Бержерака[2].

## Производство
Съемка серии началась 2 февраля 1967 года и была закончена 27 февраля того же года. Серия была спродюсирована Альбертом Феннелом и Брайаном Клеменсом и исполнительным продюсером Джулианом Уинтлом, в производство была спроектирована Робертом Джонсом.

## Эфир
- Серия впервые транслировалась в Великобритании в Westward Television, Channel Television и Tyne Tees Television регионах в среду 29 марта 1967 года[4].
- В воскресенье 28 января 1996 года сокращенная версия серии транслировалась на российском телеканале "ТВ6 Москва"[5][6]. Показ не включал рекламные вставки.

## Русский закадровый перевод на киностудии "Фильмэкспорт"
- Ольга Крылова — перевод на русский язык
- Ирина Морозова — режиссер
- Татьяна Борисова — звукооператор
- Светлана Ширина — инженер звукозаписи

Роли озвучивали:
- Марина Левтова — Эмма Пил
- Дмитрий Матвеев — Джон Стид, титры и надписи
- Ольга Кузнецова — Дамита
- Борис Быстров — З. З. фон Шнерк
- Владимир Вихров — лже-полицейский
- Александр Рыжков — Кирби